# Полуострво
Полуострво је део копна, попут острва одвојен од континенталне масе. Са једне стране је припојено континенту, а са три или више страна је окружено водом (обично морем). Полуострво је облик рељефа који се протеже од копна и окружен је водом на већини, али не на свим границама. Полуострво се такође понекад дефинише као део земље оивичен водом са три своје стране. Полуострва постоје на свим континентима. Величина полуострва може да варира од малог до веома великог. Највеће полуострво на свету је Арабијско полуострво. Полуострва се формирају због разних узрока.
Полуострво великих размера се назива полуконтинент, попут Европе, а њој су припојена већа полуострва, као делови који сачињавају континент, као што су: Апенинско, Балкан, Пиринејско полуострво, Скандинавско, а мања: Бретања, Јиланд, Истра, Канин, Кола, Крим, Пелопонез и Халкидика.

## Етимологија
Реч пенинсула потиче од латинског paeninsula, што се преводи као 'полуострво'. Сама реч Paeninsula је изведена од paene са значењем „скоро”, и insula са значењем „острво”, или заједно, „скоро острво”. Реч је ушла у енглески језик у 16. веку.

## Дефиниција
Полуострво се обично дефинише као део земље окружен већим делом, али не са свих страна, али се понекад уместо тога дефинише као део земље оивичен са три његове стране.
Полуострво може бити омеђено са више од једне водене површине, а водено тело не мора да буде океан или море. Понекад се каже да комад земље на веома тесној речној кривини или између две реке формира полуострво, на пример у Њу Барбадос Неку у Њу Џерзију, Сједињене Државе. Полуострво може бити повезано са копном преко превлаке, на пример, путем Коринтске превлаке се повезује полуострво Пелопонез.

## Формирање и врсте
Полуострва се могу формирати услед померања континената, глацијалне ерозије, глацијалног топљења воде, таложења глацијала, морских седимента, морских трансгресија, вулкана, дивергентних граница и/или речних седиментација.  Више од једног фактора може утицати на формирање полуострва. На пример, у случају Флориде, дрифт континента, морски седименти и морске трансгресије су били фактори који су допринели њеном облику.

### Глечери
У случају формирања од глечера, (нпр. Антарктичко полуострво или Кејп Код), полуострва могу настати услед глацијалне ерозије, отопљене воде и/или таложења. Ако је ерозија формирала полуострво, биле су присутне мекше и тврђе стене, а пошто глечер еродира само мекше стене, формиран је басен. Ово може да створи полуострва, и то се догодило се на пример на полуострву Кевинав.
У случају формирања од отопљене воде, глечери који се отапају таложе седимент и формирају морене, које делују као бране за отопљену воду. Ово може да створи водена тела која окружују копно, формирајући полуострва.
Ако је таложење формирало полуострво, полуострво је било састављено од седиментних стена, које су настале великим наслагама глацијалног дрифта. Брдо наношења постаје полуострво ако се брдо формирало близу воде, али је и даље било повезано са копном, на пример током формирања Кејп Кода пре око 23.000 година.

### Други
У случају формирања од вулкана, када вулкан еруптира магму близу воде, може да формира полуострво (нпр. полуострво Аљаска). Полуострва настала од вулкана су посебно честа када вулкан еруптира у близини плитке воде. Морски седимент може da формира полуострва стварањем кречњака. Полуострво расцепа може се формирати као резултат дивергентне границе у тектоници плоча (нпр. Арабијско полуострво), док конвергентна граница може такође формирати полуострва (нпр. Гибралтар или Индијски потконтинент). Полуострва се могу формирати и услед седиментације у рекама. Када се река која носи седимент улива у океан, седимент се таложи, формирајући полуострво делте.
Морске трансгресије (промене нивоа мора) могу да формирају полуострва, али могу утицати и на постојећа полуострва. На пример, ниво воде може да се промени, што доводи до тога да полуострво постане острво током високог водостаја. Слично, влажно време које узрокује виши ниво воде чини да полуострва изгледају мања, док суво време чини да изгледају већа. Пораст нивоа мора услед глобалног загревања ће временом трајно смањити величину неких полуострва.

## Употребе
Полуострва су позната по томе што се кориштена као склоништа за људе и неандерталце. Облик рељефа је повољан јер даје приступ лову и копненим и морским животињама. Она такође могу послужити као маркери државних граница.